# Abderrahim Taleb
Abderrahim Taleb (en arabe : عبد الرحيم طالب) est un entraîneur marocain de football né le 10 septembre 1963. 

## Palmarès

### Renaissance de Berkane
- Coupe du Trône :
  - Finaliste : 2014.

### Difaâ Hassani d'El Jadida
- Botola Pro :
  - Vice-champion : 2017.
- Coupe du Trône :
  - Finaliste : 2017.